# 쿨 앤 콰이어트
쿨 앤 콰이어트(Cool'n'Quiet)는 CPU의 속도를 낮추고 전력을 아끼게 도와주는 기술로 AMD가 애슬론 64 프로세서 계열에 처음 도입하였다. 프로세서가 유휴 상태일 때 프로세서의 클럭 속도와 전압을 줄임으로써 이를 수행한다. 이 기술의 목적은 전반적인 전력 소비량을 줄이고 발열을 낮춤으로써 컴퓨터 냉각기의 동작을 느리게 하는 것이다. (그럼으로써 더 조용하게 된다) 더 차가워지고 더 조용하다는 데에서 "쿨 앤 콰이어트"라는 이름이 붙게 되었다. 이 기술은 인텔사의 스피드스텝과 AMD의 파워나우! (전력 소비량을 낮춤으로써 노트북 컴퓨터의 배터리 수명을 늘리기 위해 개발한 기술)와 비슷하다.
쿨 앤 콰이어트는 리눅스 2.6.18 이상, 프리BSD 6.0 이상(powernow-k8  드라이버 사용)에서 완전히 지원한다.
윈도우 XP와 달리, 윈도우 비스타는 ACPI 2.0 이상을 지원하는 메인보드에만 쿨 앤 콰이어트를 지원한다. 초기 버전의 윈도우에서 프로세서 드라이버와 쿨 앤 콰이어트 소프트웨어는 설치가 필수적이었다.

## 쿨 앤 콰이어트를 지원하는 프로세서
- 애슬론 64 및 X2 - 모든 모델
- 애슬론 64 FX - FX-53 (소켓 939 전용) 이상
- 셈프론 - 소켓 754: 3000+ 이상; 소켓 AM2: 3200+ 이상
- 옵테론 - E-stepping 이상, Optimized Power Management (상표 이름)
- 페넘 - 모든 버전이 쿨 앤 콰이어트 2.0 지원
- 페넘 II - 모든 버전이 쿨 앤 콰이어트 3.0 지원
- 불도저 FX - 모든 버전이 쿨앤 콰이어트 3.0 지원
- APU - 모든 버전이 쿨 앤 콰이어트 3.0 지원

## 같이 보기
- 동적 주파수 스케일링
- 파워나우!
- 스피드스텝
- 인텔 터보 부스트